# Microsome
Un microsome est une fraction du réticulum endoplasmique obtenue par ultracentrifugation,. 

## Fraction microsomiale
Elle se compose notamment de vésicules provenant du réticulum endoplasmique, ainsi que d'éléments provenant de l'appareil de Golgi et de la membrane plasmique. 
L'homogénéisation du réticulum endoplasmique rugueux donne des microsomes rugueux, alors que l'homogénéisation du réticulum endoplasmique lisse, de la membrane plasmique et de l'appareil de Golgi  donne des microsomes lisses. 
Pour séparer les microsomes rugueux (qui proviennent du réticulum endoplasmique rugueux) des microsomes lisses (qui proviennent du réticulum endoplasmique lisse), on place le substrat sur un gradient de saccharose, qui déplace les microsomes rugueux vers le fond car ils sont plus denses. L'idée de séparer ces ceux types d'éléments provient du fait  que l'on attribuait des fonctions différentes à ces microsomes : la synthèse protéique pour les vésicules rugueuses et le métabolisme des xénobiotiques pour les vésicules lisses, idée issue de la détection au microscope de ribosome uniquement sur les portions rugueuses du réticulum. Maurice Wibo a montré en 1971, que la charge en ribosomes des vésicules forme un continuum, et donc que les propriétés biochimiques des microsomes varient non pas selon deux classes séparées, mais en fonction de leur teneur proportionnelle en ribosomes.

## Utilisations
Les microsomes permettent aux chercheurs d'étudier facilement les réticulum endoplasmiques des cellules car ils possèdent les mêmes propriétés.